# Muskelrelaxation
Der medizinische Begriff Muskelrelaxation wird im zweifachen Sinne gebraucht. Er bezeichnet sowohl in der Physiologie die normale Erschlaffung des Muskels nach einer Kontraktion als auch die medikamentös herbeigeführte, länger andauernde, reversible Ausschaltung der Muskelfunktion, wie sie bei einer Anästhesie praktiziert wird. Schließlich gibt es die progressive Muskelrelaxation als Entspannungstechnik.

## Physiologische Muskelrelaxation
Unter Muskelrelaxation versteht man die Entspannung des Muskels nach vorangegangener Anspannung (Kontraktion). Voraussetzung dafür ist das Absenken der intrazellulären Calcium-Ionenkonzentration auf den Ruhewert oder die Desensibilisierung des kontraktilen Apparates. 
Die intrazelluläre Calcium-Konzentration kann auf den Ruhewert (etwa 100 nM) durch folgende Prinzipien abgesenkt werden:
- Hemmung des Ca2+-Einstroms (beispielsweise Hemmung von L-Typ Calcium-Kanälen)
- Hemmung der Ca2+-Freisetzung
- Förderung der Ca2+-Extrusion (Aufnahme in das sarkoplasmatische Retikulum oder Export in den Extrazellularraum)

Eine Ca2+-Desensibilisierung kann durch Aktivierung der Myosin-Phosphatase erfolgen (im glatten Muskel). 
Dabei sind vor allem folgende Moleküle beteiligt:

1. die ATP-abhängige Calcium-Pumpe (SERCA) im sarkoplasmatischen Retikulum,
2. die ATP-abhängige Calcium-Pumpe im Sarkolemm und
3. der Natrium-Calcium-Austauscher.

## Pharmakologische Muskelrelaxation
Durch die Applikation von Muskelrelaxantien (ursprünglich die Relaxation mittels Curare, dessen lähmende Wirkung auf die quergestreifte Muskulatur Claude Bernard bereits 1857 kannte und von Arthur Läwen 1908 erprobt wurde) kann die Funktion des Skelettmuskels reversibel über einen längeren Zeitraum gehemmt werden (auch als Muskelrelaxierung oder neuromuskuläre Blockade bezeichnet). Dabei unterscheidet man Wirkstoffe, die zentral (im Gehirn) die Muskelspannung reduzieren und die etwa in der Neurologie (auch zur Behandlung von Krämpfen) angewendet werden, und solche, die peripher die Übertragung von Nervenimpulsen auf die Muskelfaser verhindern. Dies kann bei einer Anästhesie im Rahmen einer Operation erwünscht sein. Die Überwachung erfolgt mittels Relaxometrie.

## Quelle
- W. C. Bowman: Neuromuscular block. In: British Journal of Pharmacology. Band 147, Januar 2006, Supplement 1, S. 277–286. Review. PMID 16402115.